# Vaudeville
Pour les articles homonymes, voir Vaudeville (homonymie) et Théâtre du Vaudeville.
Un vaudeville est une comédie sans intentions psychologiques ni morales, fondée sur un comique de situation. Au cinéma et en littérature c'est, par analogie, un film ou un roman comique, proche du vaudeville de théâtre. C'était à l'origine, une chanson dont les paroles satiriques de circonstance sont tournées sur une mélodie préexistante ; par extension on nomma ensuite (fin XVIIIe siècle) ainsi un genre de composition dramatique des théâtres de boulevard entrecoupé de telles chansons, singeant ainsi l'opéra comique.
À partir de la fin du XIXe siècle, le vaudeville devient un genre théâtral caractérisé par une action pleine de rebondissements, souvent grivoise. L'argument le plus caricatural du vaudeville est alors l'adultère et les « portes qui claquent » : les trois personnages essentiels que sont le mari, la femme et l'amant se succèdent rapidement sur scène, se croisent sans se voir, et donnent naissance à la fameuse réplique : « Ciel, mon mari ! ».

## Histoire

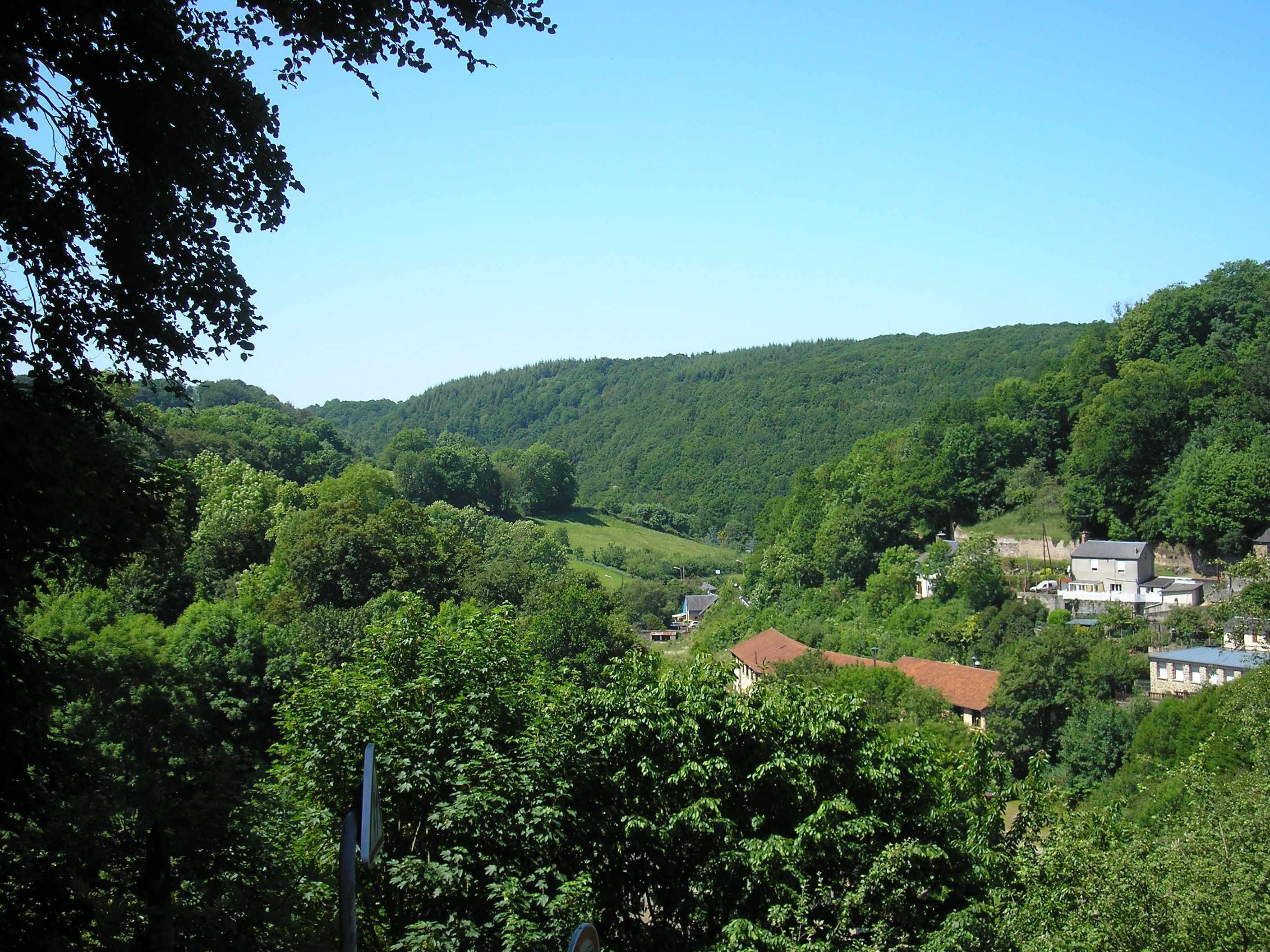
Les vaux de Vire, lieu de résidence d'Olivier Basselin.

Le vaudeville tire son origine et son nom des chansons normandes qui avaient cours, depuis plusieurs siècles, dans le Val-de-Vire, et que les poètes foulons, Olivier Basselin et Jean Le Houx, avaient compilées dans un recueil nommé « Vaudevire » et ramenées à des chansons à boire, restées le type du genre : ces chansons légères, voire friponnes pour ne pas dire grivoises sont alors reprises essentiellement dans les banquets. Avec le temps, les vaux-de-Vire devinrent des vaudevilles, ou chansons qui courent par la ville, dont l’air est facile à chanter, et dont les paroles sont faites ordinairement sur quelque aventure, sur quelque événement du jour. Le terme s’étend alors à toutes les grandes villes de France. Sous cette forme, le vaudeville dura jusqu’à la fin du XVIIIe siècle, époque à laquelle il se fondit dans le courant de la chanson française. Une autre explication donne le mot vaudeville apparaissant vers les années 1500 dans les titres de recueils de chansons, il désigne une chanson, vaul de ville, voix de ville.
Le vaudeville désignant une chanson satirique de circonstance, se chantait sur un air facile qui aidait à sa popularité. C’est en ce sens que Boileau le rattache à la satire, comme un genre éminemment français.
D’un trait de ce poème en bons mots si fertile,
Le Français, né malin, forma le vaudeville :
Agréable indiscret, qui, conduit par le chant,
Passe de bouche en bouche et s’accroît en marchant.
Le vaudeville n’est donc, au XVIIe siècle, qu’une façon de chansonner les gens et les choses qui donnent prise à la malignité contemporaine. Malgré le tour bachique que leur a donné Olivier Basselin, les vaux de vire ou vaudevilles reprirent bientôt le caractère de malice railleuse que leur assigne Boileau, car, au XVIe siècle, Vauquelin de La Fresnaye dit également, en leur conservant leur nom d’origine, dans son Art poétique, des vaux de vire :
Les vaux de vire
Qui, sentant le bon temps, nous font encore rire.
Une certaine science de rythme donnait parfois à ces poésies gaies et malignes le mouvement d’une ronde. La chanson sur le Siège de Vire, de Basselin en donne un bon échantillon. C’est également comme « monuments de plaisanterie et de malignité » que Voltaire mentionne, dans le Siècle de Louis XIV, « les vaudevilles qui se chantaient de tous côtés autour d’Anne d’Autriche, et qui semblaient devoir éterniser le doute où l’on affectait d’être de sa vertu ».
Après la Fronde, les règnes de Louis XIV, de Louis XV et même de Louis XVI ont donné lieu à tant de vaudevilles, que Jean-Jacques Rousseau a pu écrire, dans Les Confessions : « Une collection de tous les vaudevilles de la cour et de Paris, depuis plus de cinquante ans, où l’on trouvait beaucoup d’anecdotes qu’on aurait inutilement cherchées ailleurs : voilà des mémoires pour l’histoire de France dont on ne s’aviserait guère chez toute autre nation. » (liv. X)
D’autre part, au XVIIIe siècle, le vaudeville s’unit avec le théâtre. Ce ne fut d’abord qu’une petite composition scénique, toute en couplets, où le dialogue même était chanté. Fuzelier, D'Orneval, Alexis Piron, Lesage, etc., ont tiré des vaudevilles de ce genre pour le théâtre de la foire, qui entremêle de la musique et des ballets. C’est cela qui donnera l’opéra-comique.
Le vaudeville est resté assez longtemps la légère mise en scène d’une anecdote ou la forme vive de la parodie. C’est ainsi que le traitèrent l’esprit et la verve de Désaugiers. Plus tard, il prit de l’extension et se transforma en comédie ou même en drame, ne gardant comme signe distinctif que ses couplets chantés sur des airs connus qui n’affectaient aucune prétention musicale pouvant les rapprocher du drame lyrique.
En 1792, Pierre-Antoine-Augustin de Piis et Pierre-Yves Barré fondèrent à Paris le Théâtre du Vaudeville, premier théâtre chantant de son genre. À partir du XIXe siècle, le mot change de sens pour désigner une comédie populaire légère, pleine de rebondissements. Parmi les moyens les plus employés, on peut noter le quiproquo et les situations grivoises provoquées par de multiples et complexes relations amoureuses ou pécuniaires.
Le vaudeville a eu toutes les dimensions, depuis un acte jusqu’à cinq ; il a pris tous les tons ; il a voyagé de la bouffonnerie à la sentimentalité ; il a donné carrière à toutes les finesses de l’esprit et aux joyeusetés de la verve gauloise. À Paris, il a, sous la Restauration, occupé à une demi-douzaine de scènes appelées scènes de vaudeville et suscitant autour de Scribe et de son atelier de collaboration toute une génération de vaudevillistes. Le vaudeville a ensuite, en cherchant avant tout un titre extraordinaire, s’adaptant à la personne et aux tics d’un acteur en vogue, et entassant dans un imbroglio les quiproquos les plus burlesques et les situations les plus risquées, tourné à l’excentricité.
Le couplet mêlé au dialogue finit par ne plus être toléré que dans le genre bouffon, et fut banni de la comédie bourgeoise, comme une invraisemblance que la mode seule avait pu faire accepter. Du reste, dans le beau temps du vaudeville, le couplet, qui se sauvait toujours par le trait, se chantait aussi peu que possible et sur des airs aussi simples que connus. Ce n’était guère qu’une déclamation cadencée qui donnait plus d’émotion au sentiment et plus de mordant à l’esprit.
Les airs chantés dans les vaudevilles étaient très populaires. En 1822 un auteur des plus prolifiques et appréciés de ces airs, Joseph-Denis Doche longtemps chef d’orchestre au Théâtre du Vaudeville, en a publié un recueil de près de 500 pages.
Les airs des vaudevilles ont été énormément repris au XIXe siècle pour les très populaires et nombreuses chansons des goguettes.
À partir des années 1850, le genre décline au profit de la comédie de mœurs et de la comédie à thèse. Au début du XXe siècle, il s'affadit dans le théâtre de boulevard.

## Vaudeville américain
Le terme « vaudeville » a été adopté dans un sens différent aux États-Unis et au Canada à partir des années 1880, pour désigner les spectacles de variétés et de music-hall, qui ont connu un grand succès jusqu'au début des années 1930. Un spectacle vaudeville typique comportait une série de courtes scènes ou représentations, regroupées sur une affiche commune, et mettant en jeu des artistes indépendants. Il pouvait inclure des musiciens, des chanteurs, des danseurs, des comédiens, des animaux dressés, des illusionnistes, des imitateurs, des jongleurs, des acrobates et même des démonstrations techniques, comme les premières projections cinématographiques.
Le genre du vaudeville américain s'est développé à partir de nombreuses sources de la culture populaire américaine, comme les concerts de saloon, les minstrel shows, les freak shows, les dime museums, et le new burlesque.

## Vaudevillistes renommés
- Alfred Hennequin
- Georges Courteline
- Georges Feydeau
- Eugène Labiche
- Eugène Scribe